# Егорова, Евгения Николаевна (1892—1938)
Марта-Элла Яковлевна Лепиня (лат. Marta-Ella Liepiņa, партийные псевдонимы Евгения Николаевна Егорова, Мулап, Кростынь, товарищ Женя, 7 марта 1892, Руиена — 8 апреля 1938, Москва) — российская революционерка, секретарь ВЦСПС.

## Биография
Родилась в Руиене в 1892 году в бедной латышской семье: отец — столяр, мать — прачка. С ранних лет Марта начала работать в швейных мастерских портнихой, в 1911 году вступила в ряды большевистской партии. Распространяла листовки, вела агитацию в рабочих кружках Руиене и Риги, переправляла в Петербург нелегальную литературу, доставленную на судах из-за границы. Была хорошо знакома с одним из создателей Коммунистической партии Латвии Петром Ивановичем Стучкой и профессиональным революционером Мартыном Яновичем Лацисом. В 1912 году вместе с товарищами создала нелегальную типографию, но один из наборщиков оказался провокатором. Марте удаётся скрыться, и спасаясь от ареста она бежит в Москву. Здесь она снова встретилась с Лацисом — он ещё раньше покинул Ригу из-за преследования охранки. Вокруг них сплотилась довольно большая группа латышских революционеров. В первое время они не имели связей с московскими большевиками и действовали своими силами.
Находясь в Москве под именем Эллы Кростынь, она организует очередную типографию, прямо в которой и была арестована вместе с Лацисом 19 августа 1915 года. Московская судебная палата приговаривает её к вечной ссылке в Иркутскую губернию, в деревню Большеголы, в которой жил ссыльный революционер Николай Григорьевич Козицкий. К Козицкому приехала его жена Евгения Николаевна Егорова, узнав, что Элла собирается бежать, она отдала ей свой девичий паспорт.
Под этим именем Элла и прибыла в ноябре 1916 года в Петроград, включившись в революционную работу на Выборгской стороне, где она стала организатором большевистского райкома партии, а также отрядов Красной гвардии. Она была также членом Петроградского комитета и заведовала там агитационным отделом. За неуёмную энергию и бесстрашие её называли «Стенькой Разиным Выборгской стороны». Вместе с членами Выборгского райкома партии Женя принимала активное участие в организации встречи В. И. Ленина на Финляндском вокзале, здесь ему был впервые вручён партийный билет № 600, подписанный Егоровой. По её предложению рабочие-большевики завода «Старый Парвиайнен» весной и летом 1917 года организовали негласную охрану квартиры Елизаровых в доме № 48/9 по Широкой улице на Петроградской стороне, где проживал Ленин. С тех пор она стала подругой Марии Ильиничны Ульяновой и Надежды Константиновны Крупской. После июльских событий подыскала нелегальную квартиру для Ленина у своей подруги большевички Маргариты Васильевны Фофановой.
Женя Егорова участвовала в мобилизации и организации революционных сил Выборгской стороны на свержение Временного правительства. В ночь с 24 на 25 октября 1917 года член Выборгского районного революционного штаба позвонила в Смольный, в Военно-революционный комитет, и сообщила, что в Выборгском районе успешно идёт вооружённое восстание.
Туда же вечером на попутном грузовике прибыли вместе Крупская и Егорова.

## После Октябрьской революции
После Октябрьской революции Женя Егорова была избрана в Петроградский совет и губком партии, участвовала в создании профсоюза учителей-интернационалистов, была одним из организаторов продотрядов в Петрограде. В мае 1919 года ЦК партии направил Егорову в Саратов, где она работает секретарём губкома.
В январе 1920 года она вернулась в Петроград, где вела руководящую партийную и профсоюзную работу. С сентября 1922 до 1924 года она возглавляет Петроградский губотдел профсоюза швейников. С 1924 по 1927 год Егорова была секретарём парткома ленинградского резино-технического завода «Красный треугольник». В июне 1929 года на IX съезде профсоюза швейников она была избрана председателем этого союза. В 1934 году Егорову перебрасывают во вновь образовавшийся после разукрупнения союза химиков профсоюз рабочих резино-каучуковой промышленности. Она избирается председателем ЦК этого союза. В 1937 году на VI пленуме ВЦСПС, Е. Н. Егорова была избрана секретарём ВЦСПС и членом его президиума.
Была делегатом VIII, IX, XIII, XVI и XVII съездов партии.

## Арест и казнь

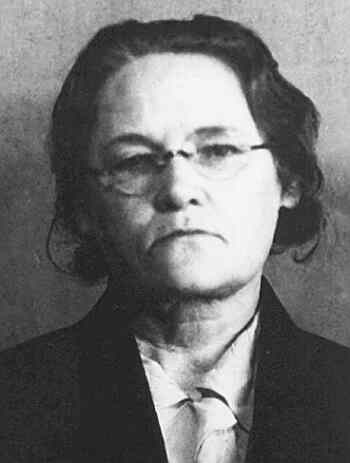
Тюремная фотография, декабрь 1937

В декабре 1937 года решением президиума ВЦСПС за подписью Н. М. Шверника Егорова была освобождена от занимаемой должности. 10 декабря 1937 года Евгения Николаевна Егорова-Лепинь арестована. Ей были предъявлены обвинения в троцкистской деятельности в Ленинграде, вредительской деятельности в швейной промышленности, а также в подготовке террористического акта в отношении одного из руководителей партии и государства. 8 апреля 1938 года приговорена Военной коллегией Верховного суда СССР к расстрелу, приговор исполнен в тот же день.
22 сентября 1956 года Военная коллегия Верховного суда СССР отменила приговор за отсутствием состава преступления. 18 января 1957 года Е. Н. Егорова была реабилитирована и по партийной линии. Персональное дело о реабилитации Комитетом партийного контроля подписал его председатель Шверник, который давал санкцию в 1937 году на её увольнение, а следовательно, и на арест.

## Награды
- Орден Ленина (1933)

## Память
В память Жени Егоровой названа улица в Выборгском районе Санкт-Петербурга.